# ولاد عمرو (بنمنصور)
ولاد عمرو هي إحدى مشيخات المملكة المغربية، تتبع جغرافيا لإقليم القنيطرة وإداريًا لبنمنصور. يقدر عدد سكانها بـ 12659 نسمة حسب الإحصاء الرسمي للسكان والسكنى لسنة 2004.